# St. Theresia (Mülheim-Selbeck)

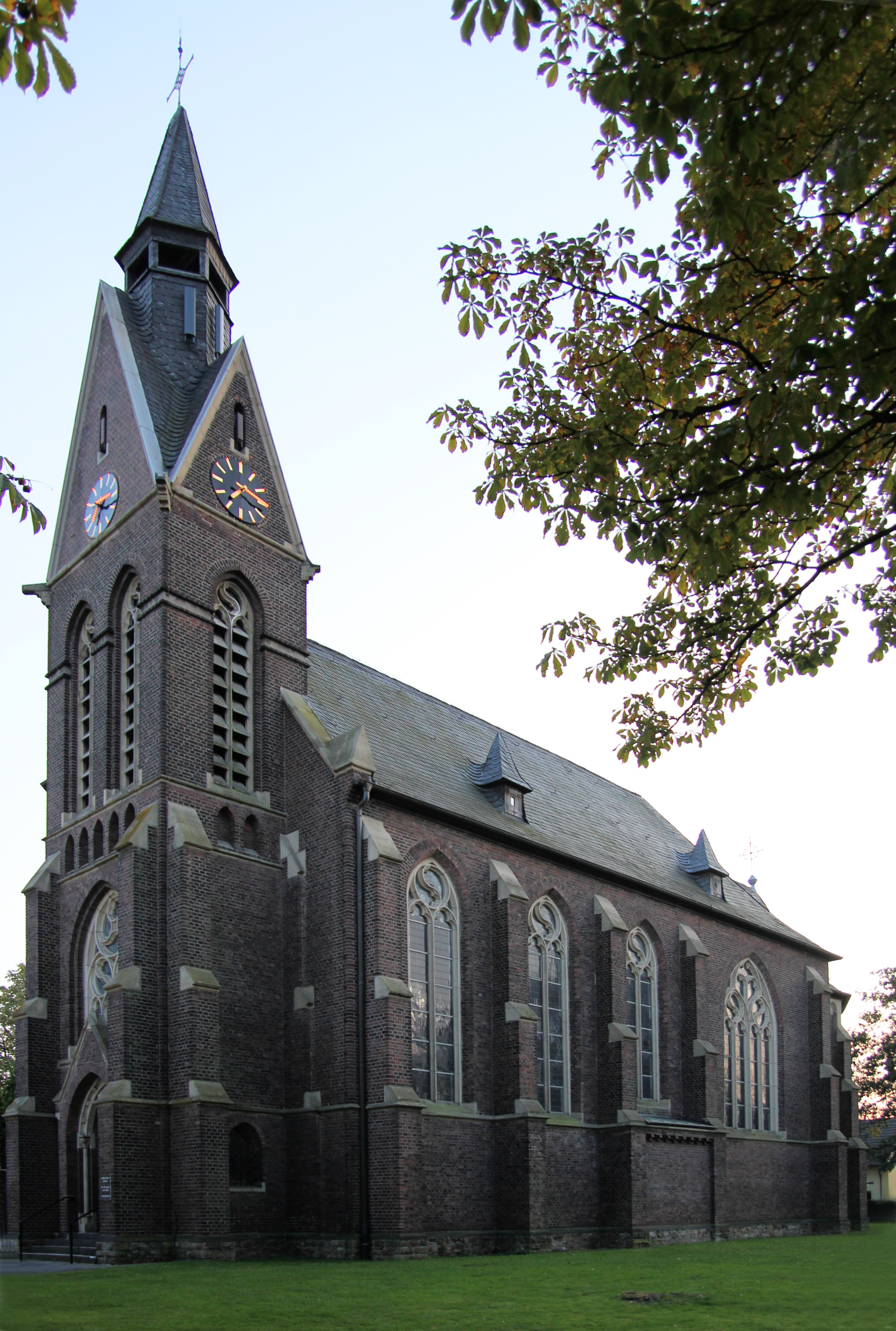
St. Theresia

Die Selbecker Kirche St. Theresia von Avila ist eine römisch-katholische Kirche in Mülheim-Selbeck. Die Kirche des Bistums Essen gehörte von 1303 bis 1927 zur Pfarre Mintard. Der starke industrielle Umschwung durch die Selbecker Erzbergwerke (siehe unten: Von der Grube in die Kirche) und der damit verbundene Zuzug von Bergleuten sorgte für die Planung einer katholischen Kirche. Graf Hubertus Spee zu Linnep schenkte das erforderliche Grundstück und der „Selbecker Bergwerksverein“ finanzierte den geplanten Kirchenbau. Im Wandel der Zeiten wurden auch die Grenzen der Gemeinden oft verändert (s. Zwischen den Grenzen von Kirche und Staat). Am 27. Juni 1890 begannen die Bauarbeiten nach den Plänen des Straßburger Baumeisters Franz Schmitz. Am 8. September 1892 konsekrierte Kardinal Philipp Krementz die Selbecker Kirche.

## Geschichte

### Vor der Konsekrierung 1892

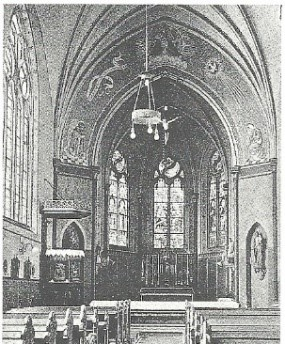
Innenraum der Kirche nach Erstellung

Vor 1892, zwischen 1889 und Dezember 1891, wurden bereits Gottesdienste im damaligen Wirtshaus Plönes, der heutigen „Kastanie“, abgehalten. In dieser Zeit rief das erste Glöckchen zur Hl. Messe, das in einem Turm über dem Saal der Wirtschaft hing.

### Kirchturm
Am 5. Juni 1896 schenkte der Bergwerksdirektor Karl Forst der Gemeinde das Pastorat und die Küsterwohnung. Im Spätsommer 1926 wurde die baufällige schlanke Kirchturmspitze durch die heutige ersetzt. Der Turm ist insgesamt 31 Meter hoch. Im gleichen Jahr erhielt das Dörfchen einen ersten Börsenschluss nach Mülheim und Düsseldorf.

### Glocken
Im Jahre 1892 bestellte Pfarrer Eitel von Mintard zwei Bronzeglocken für die St.-Theresia-Kirche in Selbeck bei der renommierten Glockengießerei Otto aus Hemelingen/Bremen. Im Sommer 1892 erhielt die neue Kirche zwei neue Glocken. Die größere Glocke – gestiftet vom Bergwerksdirektor Karl Forst – klingt im Ton „gis“ und trägt auf der einen Seite das Bildnis der Hl. Theresia, deren Namen sie auch trägt, auf der anderen Seite ist das Wappen Karl Forsts zu sehen.
Die kleinere Glocke war nach der zweiten Pfarrpatronin, St. Barbara, benannt, deren Bildnis sie trug. Daneben war das Symbol der Bergleute – Schlegel und Eisen – zu sehen. Die Glocke klang im Ton „h“. 1918 wurde jedoch die Barbaraglocke beschlagnahmt und zu Kriegszwecken eingeschmolzen. Als Ersatz wurde 1925 eine neue Glocke beschafft und nach dem Hl. Jakobus benannt. Sie klingt im Ton „c“. Die Inschrift lautet: „Für Barbara im Krieg verloren, ward St. Jakobus auserkoren, zu künden für der Freud' und Leid dass all' sie ruf zur Seligkeit!“

### Theresienglocke
Im Jahr 1942 schienen auch die Schläge der Theresienglocke gezählt zu sein. Die schöne, alte Glocke wurde abtransportiert, obwohl Pfarrer Schäfer mit der Begründung, die Glocke diene auch zur Sturm- und Feuerwarnung, zunächst bei den Behörden einen Aufschub der Beschlagnahme erwirkt hatte. Glücklicherweise blieb die Glocke jedoch erhalten. Sie wurde nach dem Krieg auf dem „Hamburger Glockenfriedhof“ wiedergefunden und zum Patronatsfest am 16. Oktober 1949 mit großer Feierlichkeit nach Selbeck zurückgeführt. Seitdem befindet sie sich an ihrem alten Platz im Kirchturm.

### Kirchenrenovierung

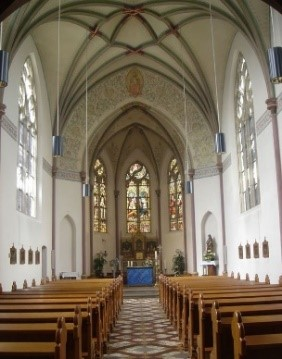
Aktueller Blick in den Chorraum

Zu Weihnachten 1963 wurden Kirche und Pfarrhaus mit einer Ölheizung ausgerüstet, die jedoch in den Folgejahren zu einer starken Verschmutzung der Kirche führte. Das II. Vatikanische Konzil brachte nach 1965 auch für die Selbecker Kirche einige Veränderungen: Die Kommunionbank und die schöne Kanzel wurden entfernt.
Das Schützenhaus wurde 1973 um das angrenzende Pfarrheim ergänzt, das auch größeren Veranstaltungen Platz bietet. 1977 entstand die neue Sakristei. Nach ihrer Fertigstellung wurde die Kirche von April bis Dezember 1978 komplett renoviert. Die schönen Chorfenster (von 1981) konnten wieder eingebaut werden. Bei dieser Gelegenheit konnte auch eine neue Heizungsanlage mit den dazugehörigen Lüftungsschächten eingebaut und dann der kunstvolle Keramikboden erneut verlegt werden. Während der Arbeiten wurde die Messe im Pfarrheim gelesen. Im Gewölbebereich fand man alte Ausmalungen, die von Georg Maul aus Köln restauriert und nach einem Wasserschaden 1988 von Hans Jungbecker aus Breitscheid nachgebessert wurden. Die klanglich und technisch defekte Pfeifenorgel mit 12 Registern (s. Festliche Klänge) wurde im Rahmen der Renovierung durch eine kleinere mit 6 Registern und Schleiflade, von Romanus Seifert aus Kevelaer ersetzt.

## Der neue Altar
Mit der Konsekrierung des neuen Altares am 24. Oktober 1981 durch Weihbischof Wolfgang Große haben die Restaurierungsarbeiten einen würdigen Abschluss gefunden.3) Der Altar als Opfertisch für die Darbringung der Hl. Eucharistie und der Ambo als Ort der Verkündigung des Wortes Gottes sind Mitte der Kirche und aller Gottesdienste und haben von daher eine besondere Bedeutung. Der Zelebrationsaltar ist ein Werk des Malers und Bildhauers Klaus Balke. Die Mensaplatte besteht aus Blaustein. Auf dem Unterbau zeigt eine bemalte Leinwand die Darstellung der vier Wesen, wie sie im Buch Ezechiel und der Offenbarung des Johannes beschrieben werden (Ez. 1,5-10; Offb. 4,6-8). Ezechiel unterscheidet bei einer Gotteserscheinung vier Lebewesen, deren Gesichter Gottes Wesen kennzeichnen: Der Mensch als Bild der Vernunft bezeichnet die Weisheit Gottes, der Löwe seine Hoheit, der Stier seine Kraft, der Adler versinnbildlicht die schützende Macht Gottes. Bei der Darstellung des viergesichtigen Lebewesens war Ezechiel wohl von den Gestalten der babylonischen Götterwelt beeinflusst. Auch nach der Offenbarung des Johannes umstehen vier geheimnisvolle Lebewesen mit dem Aussehen eines Löwen, eines jungen Stieres, eines Menschen und eines Adlers den Thron Gottes. Ein Evangeliar aus dem 14. Jahrhundert gibt uns folgende Deutung, die sich in ähnlicher Form auch auf einem alten lydischen Marmorblock findet: „Die vier Wesen versinnbilden Christus den Herrn: Mensch ist er in der Geburt, Stier im Opfertod, Löwe im Auferstehen und Adler durch seine Himmelfahrt.“ Im Laufe der christlichen Geschichte werden dann die vier Wesen als Symbole für die Vier Evangelisten genommen: Mensch (Matthäus), Löwe (Markus), Stier (Lukas) und Adler (Johannes).

## Lautsprecher und Hochaltar
Die Installation einer unauffälligen Lautsprecheranlage (1982) sowie die Umgestaltung des Beichtstuhles in ein Beichtzimmer in der linken Nische des Kirchenschiffes (1983) schlossen die baulichen Veränderungen im Schiff der Kirche ab, die seit September 1989 unter Denkmalschutz steht. Im Dezember 2009 finanzierte der Förderverein St. Theresia die Restaurierung des Hochaltars, der in neuem Glanz erstrahlen konnte. Im Juni 2014 konnte eine neue Treppe zum Eingangsportal mit einem behindertengerechten Zugang von der Seite eingeweiht werden.

## Chorfenster

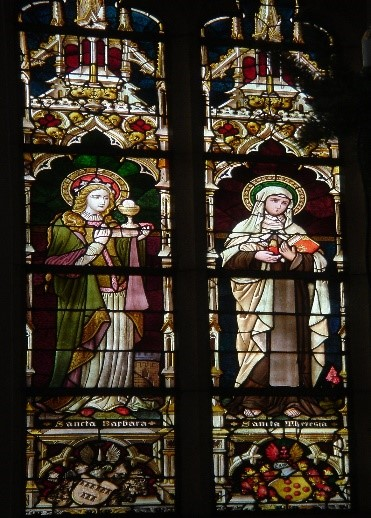
Chorfenster in Sankt Theresia, rechts

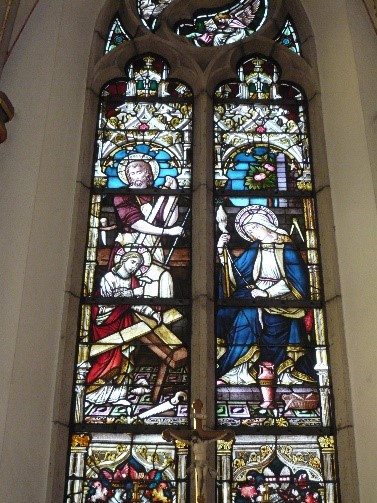
Chorfenster in Sankt Theresia, links

Die fünf bunten Chorfenster stammen aus dem Jahr 1891. Das mittlere Fenster stellt die heilige Familie bei der Arbeit dar, der jugendliche Jesus fertigt ein Kreuz – ein Idealbild an Familiensinn und Fleiß. Das Fenster wurde von Graf Hubertus von Spee gestiftet, dessen Familienwappen es trägt. Daneben steht das Wappen der Familie seiner Frau (von Papen). Im Fenster links davon sind die beiden Pfarrpatroninnen zu sehen: die Hl. Theresia als junge Karmelitin mit den Attributen Buch und flammendes Herz; die Hl. Barbara mit Kelch und Turm. Barbara zu Füßen ist das Wappen Karl Forsts zu sehen, der das Fenster stiftete, daneben das Wappen der Familie seiner Mutter (Sandt). Das rechte Chorfenster enthält ein Kuriosum. Es zeigt das Rosenwunder der Hl. Elisabeth und den heiligen König Eduard mit dem Ring. Unter dem Hl. Eduard steht jedoch die (falsche) Inschrift „Sante Bernhard“. Dies ist jedoch nicht der einzige Fehler dieses Fensters. Das Wappen unter der Hl. Elisabeth ist das des Stifters Eduard Dahmen, jedoch müsste der Turm nicht Gold auf Silber, sondern richtigerweise Silber auf Schwarz sein. Daneben steht das Wappen Kölns, der Heimatstadt des Stifters.

## Das gläserne Meer

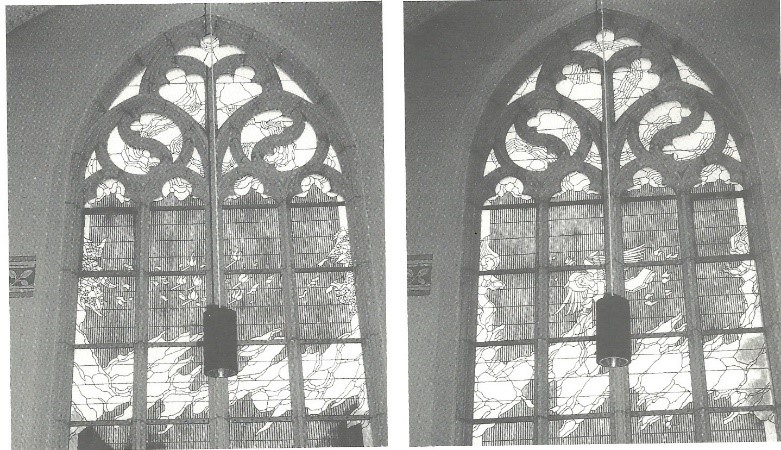
Seitenfenster im Kirchenraum

Die 1979 von dem Künstler Nikolaus Bette, Essen, entworfenen und von der Firma Herbert Koll, Bottrop, ausgeführten Fenster im Kirchenschiff sind eine bildliche Darstellung der apokalyptischen Vision des Hl. Johannes vom Gläsernen Meer, den vier Wesen und den sieben Plagen.
Im Gegensatz zu den Fenstern im Chorraum und der Ausmalung der Kirche hat der Künstler mit glasmalerischen Mitteln und Formen sehr sparsam und zurückhaltend gearbeitet. Die vertikalen und horizontalen Linien, verbunden mit dem Weiß der Fenster, sollen die Assoziation von Wasser, Wolken und Himmel schaffen. Zweimal sah Johannes in der Apokalypse das Gläserne Meer. Die Fenster auf der linken Seite im Kirchenschiff stellen die erste Version der Herrlichkeit Gottes und der vier Wesen dar. „Vor dem Thron war etwas wie ein gläsernes Meer, gleich Kristall. Und in der Mitte, rings um den Thron, waren vier Lebewesen voller Augen vorn und hinten. Das erste Lebewesen glich einem Löwen, das zweite einem Stier, das dritte sah aus wie ein Mensch, das Vierte glich einem fliegenden Adler. Und jedes der vier Lebewesen hatte sechs Flügel, außen und innen voller Augen.“ „Von dem Thron gingen Blitze, Stimmen und Donner aus. Und sieben lodernde Fackeln brannten vor dem Thron; das sind die sieben Geister Gottes.“ (Offb. 4,6-8 und 4,5). Die sieben Feuerschalen, Symbol für die sieben Geister Gottes und der vier Wesen, sind in dem großen Fenster im Bereich des Sternengewölbes auf der linken Seite zu sehen. Im weiteren Verlauf der linken Fenster sind die 24 Ältesten mit den Symbolen der 24 Harfen dargestellt. Diese Darstellung entspricht den Bibelstellen Offb. 4,9-10 und 5,8. Auf der rechten Seite ist die zweite Stelle aus der Apokalypse, nämlich die der Schalenvision, dargestellt (Vgl. Offb. 15,1-2 und 5-8). Ein kurzes Zitat mag den Symbolgehalt verdeutlichen: „Und eines der vier Lebewesen reichte den sieben Engeln sieben goldene Schalen; sie waren gefüllt mit dem Zorn des Gottes, der in alle Ewigkeit lebt. Und der Tempel füllte sich mit dem Rauch der Herrlichkeit und Macht Gottes. Niemand konnte den Tempel betreten, bis die sieben Plagen aus der Hand der sieben Engel zu ihrem Ende gekommen waren.“ Im Hauptfenster im Bereich des Sterngewölbes auf der rechten Seite ist der erste Engel dargestellt, der seine Plage über die Menschheit gießt; links und rechts befinden sich die Engel mit der zweiten und dritten Plage. Im weiteren Verlauf der Fenster sind die übrigen vier Engel mit ihren Zornesschalen symbolisiert.

## Zwischen den Grenzen von Kirche und Staat

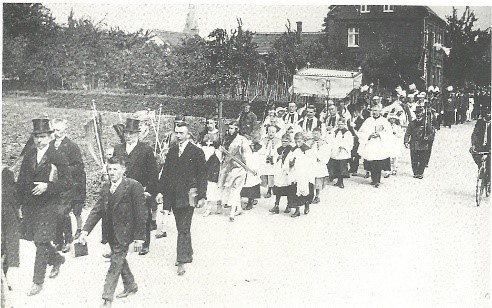
Prozession durch den Ort Selbeck

Die Gemeinde St. Theresia, so wie sie sich heute darstellt, bestand in dieser Form nicht von Anfang an. Bis 1927 gehörte die Gemeinde St. Theresia Selbeck-Breitscheid zu Mintard und wurde von einem Pfarr-Rektor geleitet. Bereits 1920 bemühten sich die Selbecker um eine Auspfarrung. Die Gemeinde wurde jedoch erst 1927 selbständig. Die Grenzen der neuen Pfarre entsprachen denen der damaligen politischen Gemeinde Selbeck-Breitscheid, mit Ausnahme von Schloss Linnep, das auf Wunsch der Grafen von Spee bei der Gemeinde St. Laurentius, Mintard, verblieb. Am 1. August 1929 wurde Selbeck von der Stadt Mülheim an der Ruhr eingemeindet. Die Pfarre St. Theresia bestand nun aus Mülheim-Ruhr-Selbeck und dem weiterhin beim Angerland verbleibenden Breitscheid und gehörte zum Dekanat Ratingen im Erzbistum Köln. Als am 1. Januar 1958 das Bistum Essen errichtet wurde, hatte dies für die Gemeinde schwerwiegende Folgen. Als Ortsteil Mülheims kam Selbeck zum neuen Bistum Essen, Breitscheid blieb beim Erzbistum Köln. Die kleine Pfarre wurde geteilt. Die Restgemeinde befand sich nun in einem Zustand, der kaum als lebensfähig bezeichnet werden konnte. Daher besann man sich auf einen Gedanken, den Pfarrer Schmalen schon 1920 geäußert hatte. Im April 1969 wurde – zunächst gegen heftige Proteste der betroffenen Einwohner – ein Gebietsteil der Gemeinde St. Mariä Himmelfahrt, Saarn, in die Gemeinde umgepfarrt.
Zum 1. Dezember 2006 wurde die Umstrukturierung der Pfarren im Bistum Essen aufgrund der finanziellen Engpässe im Bistum umgesetzt und es wurden in Mülheim drei Pfarreien benannt (St. Barbara, St. Maria Geburt und St. Mariä Himmelfahrt), an die die nahe gelegenen Kirchen angegliedert wurden. St. Theresia gehörte nun als Filialkirche zur Gemeinde St. Mariä Himmelfahrt, die nun 22000 Katholiken umfasste.

## Festliche Klänge

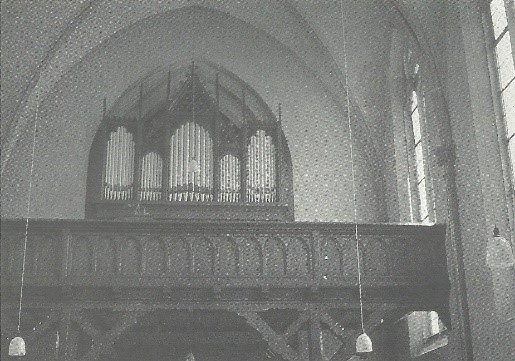
Bilder der mittlerweile entfernen, da zerfallenen Orgel

Das feierliche Orgelspiel hat in der liturgischen Gestaltung der Gottesdienste seinen festen Platz. Präludium, Gesangsbegleitung, meditative Soli beim Empfang der Hl. Kommunion, Ausklang: Orgelmusik erfüllt während der Hl. Messe viele Funktionen. Viele bekannte Komponisten von Johann Sebastian Bach über Haydn, Mozart, Schubert bis Max Reger haben große Orgelwerke geschrieben und mit ihren Kompositionen dazu beigetragen, dass die „Königin der Musikinstrumente“ bis heute in der Kirchenmusik eine ganz zentrale Rolle einnimmt. Vier Jahre nach der Konsekrierung wurde im Jahr 1896 die damalige mechanische Pfeifenorgel von der Firma Fabritius, Kaiserswerth, geliefert, die erst 1938 durch einen Umbau elektrisch betrieben werden konnte. Mit ihren zwölf klingenden Registern hatte diese Orgel einen herrlichen und gewaltigen Klang, an den sich vermutlich gerade die älteren Gemeindemitglieder noch gern erinnern werden. Diese Fabritius-Orgel, die auf den oberen Gehäusefeldern mit filigranen Schnitzereien verziert war, hat bis zu ihrem Zerfall die Gemeinde zu allen Gottesdiensten im Kirchenjahr treu begleitet. Bei der Renovierung der Kirche stellte sich jedoch heraus, dass sich eine Reparatur der angegriffenen Orgel nicht mehr gelohnt hätte. Sie wurde zerstört. Im Pfarrheim (dem heutigen Bürgersaal) erinnern noch einige Pfeifen und Verzierungen an die glorreiche Zeit dieses schönen Instrumentes. 1979 übernahm die Gemeinde eine kleinere Orgel mit nur sechs Registern und Schleiflade. Die neue Orgel stammt von der Firma Romanus Seifert in Kevelaer. Bis auf den heutigen Tag scheiterte die Anschaffung eines größeren, leistungsfähigeren Instrumentes an der knapp bemessenen Finanzsituation der kleinen Gemeinde.

## Namens- und Schutzpatronin

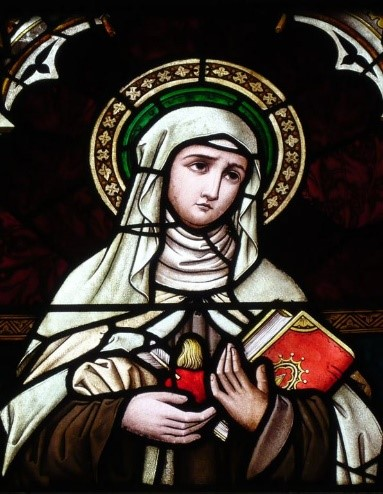
Schutzpatronin der Kirche. Sankt Theresia von Avila,

Unter den römisch-katholischen Frömmigkeitsformen nimmt die Heiligenverehrung einen nicht geringen Platz ein. In Nöten und Gefahren haben  Menschen zu allen Zeiten Heilige angerufen, um Fürsprache bei Gott zu erbitten. Die Heiligen werden als Vorbilder gesehen; auf ihren Namen werden Christen getauft, ihnen werden in der römischen Kirche Altäre und Kirchen geweiht und mit ihren Abbildungen sind seit der Gotik die Innenräume der Kirchen geschmückt.
Unter diesen Heiligen nehmen die Hl. Theresia und die Hl. Barbara als Schutzpatroninnen dieser Kirche und Gemeinde hier einen besonderen Platz ein.

## Von der Grube in die Kirche
Straßennamen wie „Erzweg“ oder „Glückaufstraße“ zeugen noch heute von jener Bergwerks-Vergangenheit Selbecks, der nicht nur die Kirche, sondern auch die sogenannten „Koloniehäuser“ im Dorfkern sowie zahlreiche weitere Gebäude in Selbeck zu verdanken sind. Von 1882 bis 1907 wurden hier Zink-, Blei-, Kupfer- und Schwefelerze industriell abgebaut.
Der Bergbau brachte dem bis dahin fast ausschließlich landwirtschaftlich geprägten Ort eine kurze wirtschaftliche Blüte- und Wachstumszeit. Bis weit über die Mitte des 19. Jahrhunderts hinaus war die Selbecker Hochfläche ein typisches Einzelhofgebiet. Da die tonigen Verwitterungsböden für den Getreideanbau ungeeignet waren, nutzten die Bauern ihr Land vorwiegend als Wiesen- und Weidefläche. Die für diese Art der Landwirtschaft erforderlichen großen Hofeinheiten lagen abseits der damaligen Provinzialstraße, der heutigen Kölner Straße. Typisch für die damalige Zeit waren zahlreiche kleinere Kotten an den Rändern der großen Höfe. Sie dienten zur Unterbringung der nicht erbberechtigten Söhne. Bereits 1844 hatte der Landwirt Backhaus in der Nähe seines Wohnhauses Erzvorkommen entdeckt und in unbedeutendem Maße und in geringer Tiefe geschürft. Von 1846 bis 1881 wechselte dieses Terrain mehrmals die Besitzer. Alle versuchten, Erze erfolgreich abzubauen, so zum Beispiel eine französisch-belgische Gesellschaft, die bis zu einer Tiefe von 18 m Bleierz im Handbetrieb förderte, oder der aus Lintorf bekannte Revierförster Engelbert Diepenbrock, dessen Versuchsarbeiten 1864/65 wegen Geldmangels eingestellt werden mussten. Er war der Namensgeber der späteren Anlage „Neu-Diepenbrock III“, die die „Gewerkschaft Selbecker Erzbergwerke“ – eine von Kölner Kaufleuten am 24. April 1882 gegründete Gesellschaft- erstmals industriell über drei Schächte ausbeutete. Allein von 1888 bis 1891 betrug der Wert der Selbecker Erze 1.135.000 Mark. Im Jahre 1890 wurde die Gewerkschaft in die Aktiengesellschaft „Selbecker Bergwerksverein“ verwandelt. Ihr Stammkapital belief sich auf 5,4 Mio. Mark. Zehn Jahre später wurde die AG wieder in ihre ursprüngliche Gewerkschaftsform zurückgeführt. Am 30. Dezember 1907 beschließt die Gewerke-Versammlung die vorzeitige Liquidation des Unternehmens. Der Betrieb wurde eingestellt, da der Abbau der Erze durch das Eindringen großer Mengen salzigen Grubenwassers und durch die häufige Selbstentzündung des Alaunschiefers in der Nähe des Ganges den Abbau immer mehr erschwerte und schließlich unmöglich machte. Das Bergwerk holte die benötigten Arbeitskräfte – das Unternehmen beschäftigte im Jahr 1892 bereits 570 Mitarbeiter – aus Italien oder zum größten Teil aus der katholischen Eifel. Selbeck trug in dieser Zeit den Spitznamen „Neu-Prüm“. Die Zahl der Einwohner wuchs binnen kurzer Zeit auf mehr als das Doppelte, von 460 im Jahr 1880 auf 1.085 im Jahr 1901. Als Mieter, Kost- oder Schlafgänger fanden die ersten Bergleute Unterkunft bei den Selbecker Köttern und Bauern. Durch die Zeche hatten sie auf vielfältige Weise Anteil am wirtschaftlichen Aufschwung ihrer Gemeinde. Bald jedoch reichte dieses Platzangebot nicht mehr aus. An der Kölner Str. – unweit des Zechengeländes – entstand eine „Wohn- und Speiseanstalt“ für 125 unverheiratete Bergleute. Der für ein halbes Jahr gültige Speiseplan gibt Auskunft über die damaligen Essgewohnheiten: zweimal Schwartemagen, mal mit Brot, mal mit Graupen; Pellkartoffeln mit einem eingelegten Hering; 115 gr. Schweinefleisch mit Kartoffeln und weißem Kappes; Griesmehl-, Graupen – oder Kartoffelsuppe – einige der typischen Gerichte der damaligen Zeit. Auf einem vom Grafen Spee gekauften, 20,5 ha großen Grundstücksteil des Markscheider Hofbesitzes errichtete der Bergwerksverein für seine Arbeiter und ihre Familien von 1890 bis 1893 20 Zweifamilien-Häuser, die sich symmetrisch um die Kirche gruppierten. Die Häuser verfügten über einen Wasseranschluss und je 500 m² Gartenland – genug Platz für die „Bergmannskuh“. Als weitere Bauten kamen ein Beamten-Doppelhaus am Eingang des Dorfes, die Schule, ein Spritzenhaus sowie ein Küsterhaus hinzu. Das Gebet in der Kirche und die Teilnahme am dörflichen Gemeindeleben mögen den Bergleuten einen Ausgleich zur harten Arbeit in der Grube geboten haben.